# Tripití
Tripití (en griego, Τρυπητή) es un yacimiento arqueológico situado al sur de la isla de Creta (Grecia). En concreto, pertenece a la Unidad periférica de Heraclión y al municipio de Gortina. Está cerca de la localidad de Lendas.
Tripití fue excavado entre 1986 y 1988 por Antonis Vasilakis. Los trabajos arqueológicos han sacado a la luz los restos de un asentamiento que estuvo en uso entre el periodo minoico antiguo II y el minoico medio IA y que está cerca de las significativas tumbas abovedadas halladas en la llanura de Mesará. El asentamiento estaba dividido en dos por un camino de 1,5 m de ancho. Todas las habitaciones halladas son cuadradas o rectangulares y en algunos lugares las paredes alcanzan los 2 metros de altura. Los hallazgos incluyen una amplia variedad de herramientas como piedras para moler, pesos, hachas, sierras o cuchillos que debieron usarse para cortar, pulir y realizar labores agrícolas. Se encontraron también alimentos como cereales y legumbres y huesos de animales (bovinos, ovejas, cabras, aves de corral, cerdos y conejos) que atestiguan la importancia del ganado. También se consumía pescado. Unos 200 metros al sur se ha encontrado una tumba abovedada que contenía cerámica que se ha fechado entre el 2800 y el 2000 a. C. A principios del periodo minoico medio IB Tripití fue abandonado por razones desconocidas, puesto que no se han encontrado huellas de fuego ni de algún terremoto, y sus habitantes se trasladaron al área donde se encuentra Kalokambos.